# Tadeusz Kraska
Tadeusz Kraska (ur. 12 kwietnia 1930 w Strzegowie, zm. 17 lipca 2010) – polski lekarz, kardiolog, profesor nauk medycznych, nauczyciel akademicki Warszawskiego Uniwersytetu Medycznego.

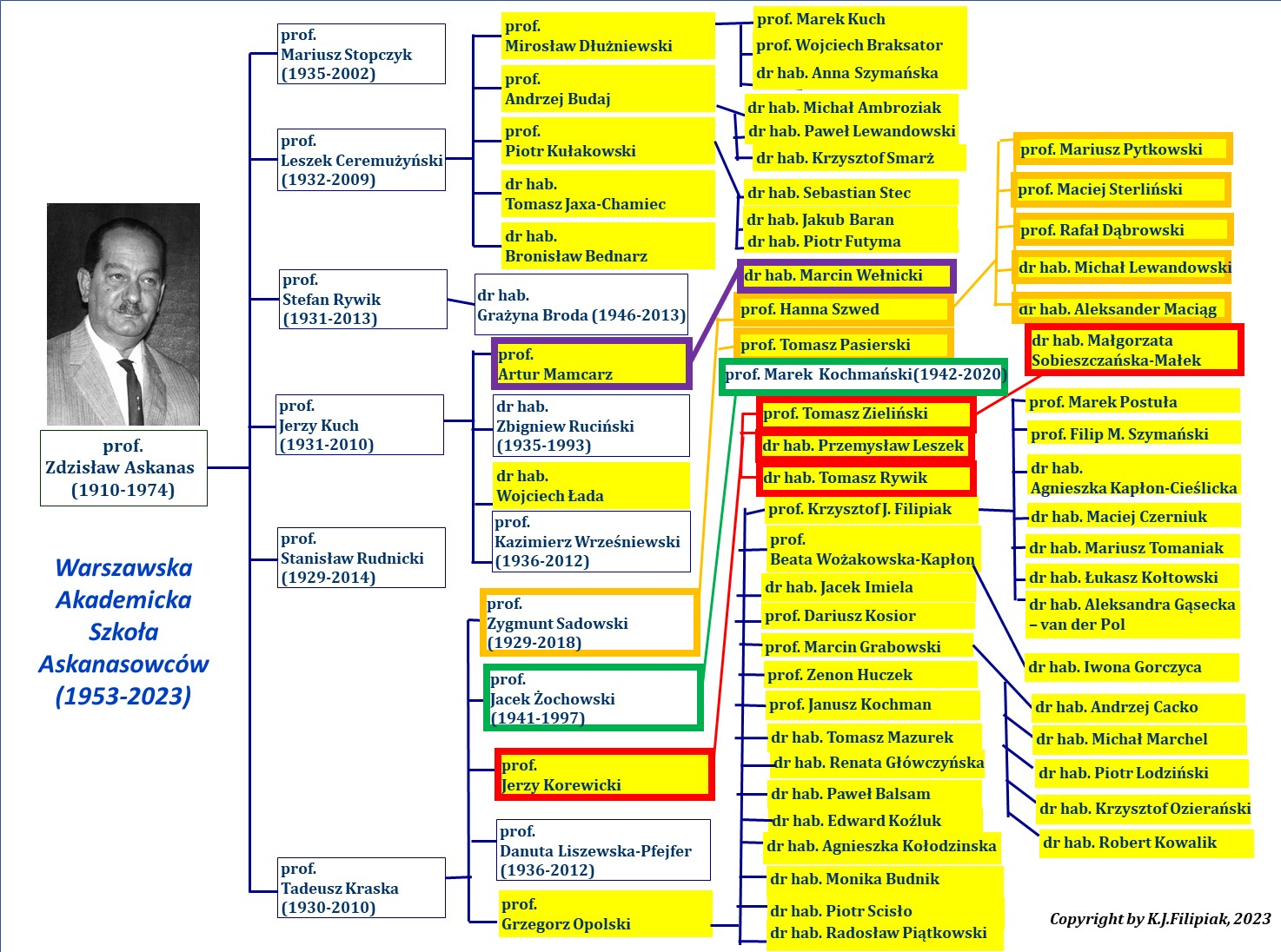
Drzewo genealogiczne przedstawicieli Warszawskiej Akademickiej Szkoły Kardiologii wywodzącej się od prof. Zdzisława Askanasa, do której należał prof. Tadeusz Kraska

## Życiorys
Absolwent Wydziału Lekarskiego Akademii Medycznej w Warszawie (1955). Stopień doktora nauk medycznych uzyskał w 1965 pod kierunkiem prof. Zdzisława Askanasa. W 1971 uzyskał habilitację. W latach 1973–1998 był kierownikiem Kliniki Kardiologii Akademii Medycznej w Warszawie. Pełnił funkcję prorektora ds. klinicznych AM oraz dyrektora Instytutu Chorób Wewnętrznych AM (1976–1981). Był ordynatorem w lecznicy Ministerstwa Zdrowia i Opieki Społecznej (1992–1998). W 1998 przeszedł na emeryturę.
Pod jego kierunkiem stopień naukowy doktora oraz doktora habilitowanego uzyskali (według zamieszczonej obok ryciny): Zygmunt Sadowski, Ryszard Jacek Żochowski, Jerzy Korewicki, Danuta Liszewska-Pfejfer i Grzegorz Opolski.
Został odznaczony Krzyżem Kawalerskim (1979) i Krzyżem Oficerskim (1991) Orderu Odrodzenia Polski oraz Medalem Komisji Edukacji Narodowej.
Zmarł 17 lipca 2010. Został pochowany na Cmentarzu w Pyrach w Warszawie.